# Nessa linearis
Nessa linearis är en insektsart som beskrevs av Walker, F. 1869. Nessa linearis ingår i släktet Nessa och familjen syrsor. Inga underarter finns listade i Catalogue of Life.